# Juan de Frías (mučedník)
Juan de Frías, též Juan Francisco de la Barreda († 30. května 1688, Cartagena de las Indias) byl jihoamerický luterán, mučedník pro víru.
Pocházel z Caracasu. Byl mulat. Stal se augustiniánským mnichem a římskokatolickým knězem, který se přiklonil k luterství. Spolu s dalšími třemi duchovními, obviněnými z téže hereze, byl roku 1672 katolickou inkvizicí uvězněn a po 16 letech věznění a mučení byli všichni čtyři popraveni upálením.
V současnosti je po něm pojmenován luterský teologický institut ve Venezuele (Instituto Teológico Juan de Frías).